# The Weaker Brother (film 1912)
The Weaker Brother è un cortometraggio muto del 1912 diretto da Allan Dwan. Prodotto dall'American Film Manufacturing Company (con il nome Flying A), fu distribuito dalla Film Supply Company e uscì in sala il 17 giugno 1912.

## Produzione
Il film fu prodotto dalla Flying A, l'American Film Manufacturing Company.

## Distribuzione
Distribuito dalla Film Supply Company, il film - un cortometraggio della lunghezza di 225 metri - uscì nelle sale cinematografiche USA il 17 giugno 1912. Nelle proiezioni, veniva programmato con il sistema dello split reel, accorpato in un'unica bobina con un altro cortometraggio diretto da Allan Dwan, il documentario A Fifty-Mile Auto Contest.